# شق الجسيم الرابط
شِقُّ الجُسَيمِ الرَّابِط وتترجم حرفيًا إلى هيميدزموزوم أو هيميديزموسوم هي بنًى صغيرةٌ جدًا شبيهة بالمسمار موجودة في الخلايا الكيراتينية في البشرة حيث تصلها بالمطرق خارج الخلوي ، تكون مشابهة بنيويا للدزموزومات عندما ترى بالمجهر الإلكتروني ، على الرغم من ذلك فإن الدزموزومات تصل بين الخلايا المتجاورة . الهيميدزموزومات مشابهة أيضا للموصلات البؤرية فكلاهما يصل الخلية بالمطرق خارج الخلوي ، بدلا من الدزموجلينات و الدزموكولينات الموجودة في الحيز خارج الخلوي فإن الهيميدزموزومات تستعمل الإنتغرين . توجد الهيميدزموزومات في الخلايا الظهارية إذ تقوم بربط الخلايا الظهارية القاعدية بالصفيحة الشفافة و التي هي جزء من الصفيحة القاعدية.